# Талијани (Рим)
Талијани је насеље у Италији у округу Рим, региону Лацио.
Према процени из 2011. у насељу је живело 214 становника. Насеље се налази на надморској висини од 168 м.